# Nikortsminda-kathedraal

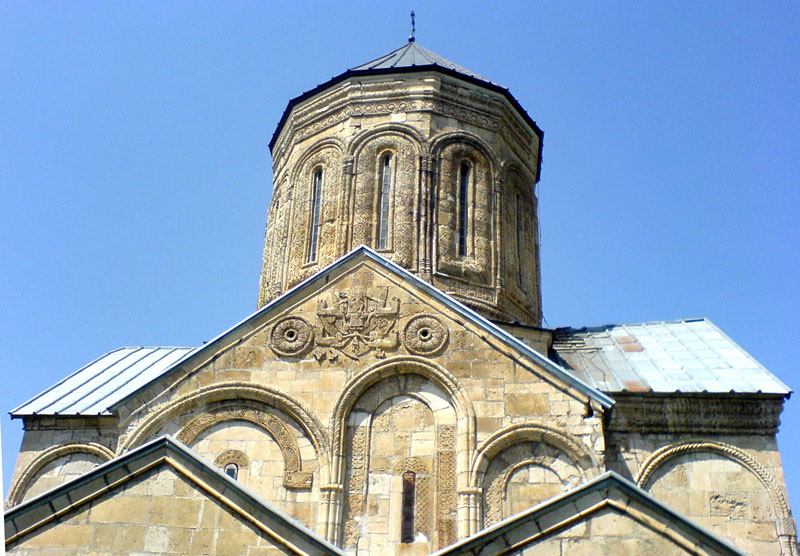
De Nikortsminda-kathedraal

De Nikortsminda-kathedraal (Georgisch: ნიკორწმინდის ტაძარი) is een Georgisch-Orthodoxe kathedraal in Nikortsminda in de regio (mchare) Ratsja van Georgië.
De kathedraal werd van 1010-1014 gebouwd tijdens de regeerperiode van de Georgische koning Bagrat III en werd in 1634 gerestaureerd door koning Bagrat III van Imeretië. De fresco's in de kathedraal dateren van de 17de eeuw.